# 聖若望主教座堂 (嘉義市)
23°29′3″N 120°27′40″E / 23.48417°N 120.46111°E
嘉義聖若望主教座堂是一間位在台灣嘉義市東區的天主教教堂，也是天主教嘉義教區的主教座堂，建於1957年。有一分堂聖奧德堂，位於嘉義市忠孝路。現任本堂神父為狄鐸神父，副本堂神父為黃博敏神父，駐堂修女阮安納修女。

## 沿革
1952年8月17日嘉義監牧區自高雄教區劃分出來，由牛會卿主教擔任署理主教。接著1957年田耕莘樞機主教提供五千美元給牛會卿主教籌備教堂用地；並委託天主教北平教區張國珽神父負責建造工程，張國珽神父和劉鴻蔭兩位神父又從瑞士攜來五萬美金作為建堂基金。
1958年年初開工，同年11月23日舉行落成典禮，得田樞機命名為「聖若望堂」，並由中國主教團團長台北總教區郭若石總主教主持祝聖大典，張國珽神父擔任首任本堂神父，劉鴻蔭神父擔任任副本堂。1960年正式宣告為主教座堂。
1960年7月17日張國珽神父轉調臺北教區。同年8月1日苗懷竹神父接任本堂神父一職，直到1976年調斗六天主堂的16年間，對若望主教座堂堂區有許多建設。如在1968年10月成立儲蓄互助社，以及建立教友聯誼會、聖母軍…等教會社團。
1962年嘉義監牧區升格為嘉義教區，並在07月19日由教廷公使在主教座堂主持慶祝儀式。
在經歷過1964年的嘉南大地震和多次颱風造成的浸水以及1997年5月22日的一場小火災後，教堂有過多次整修至今。

## 圖輯

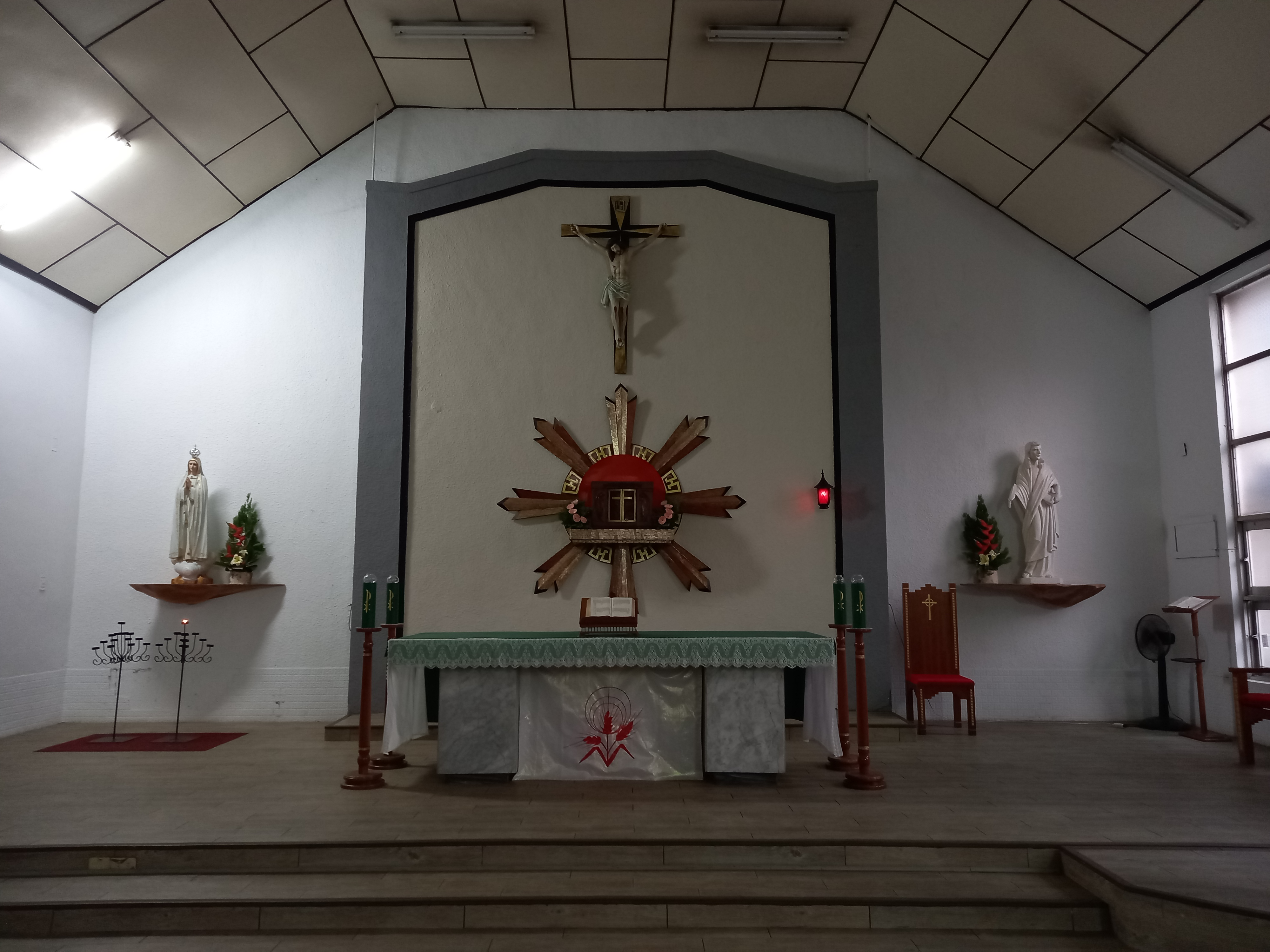
祭壇
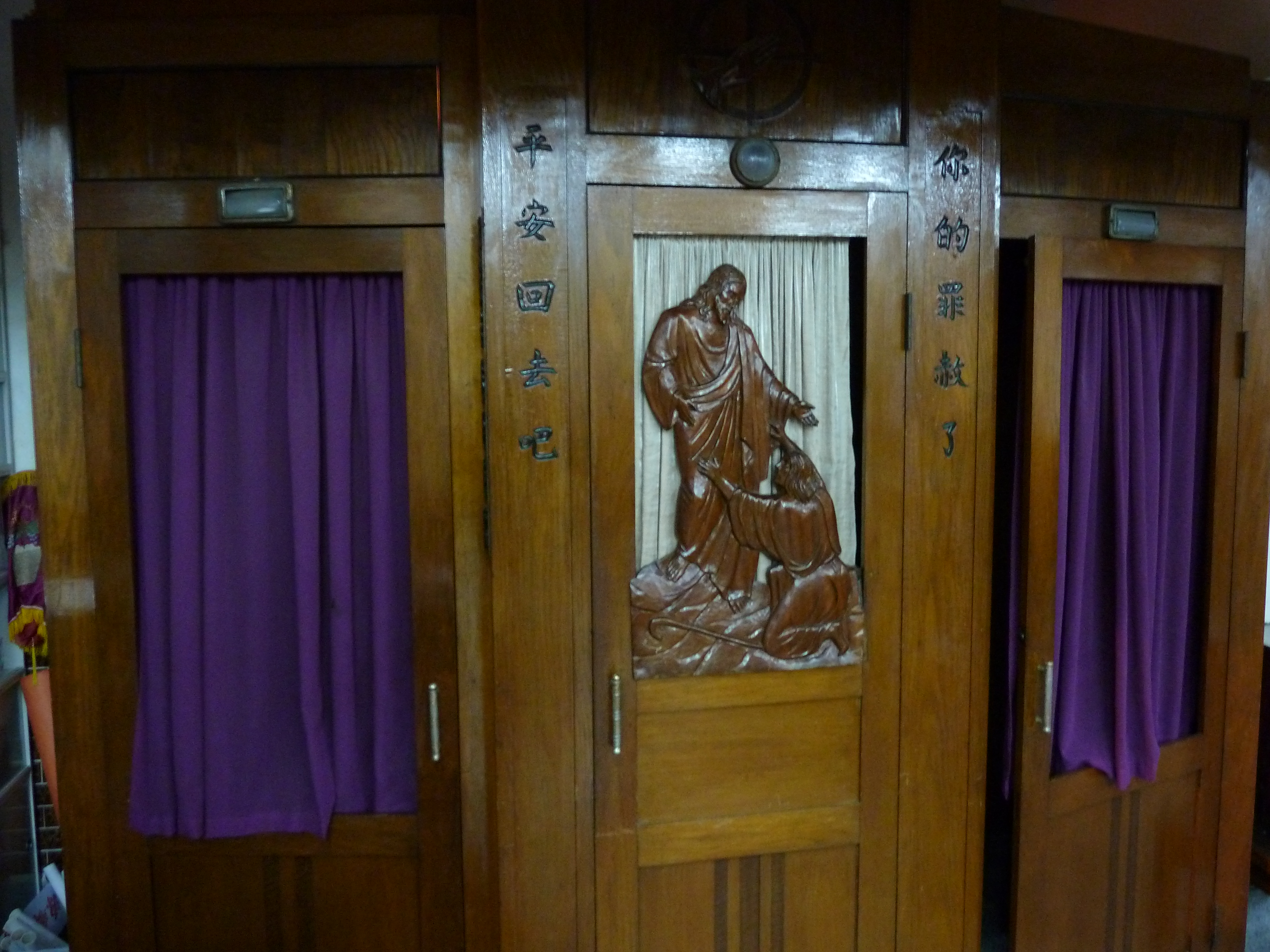
聖堂內部告解亭
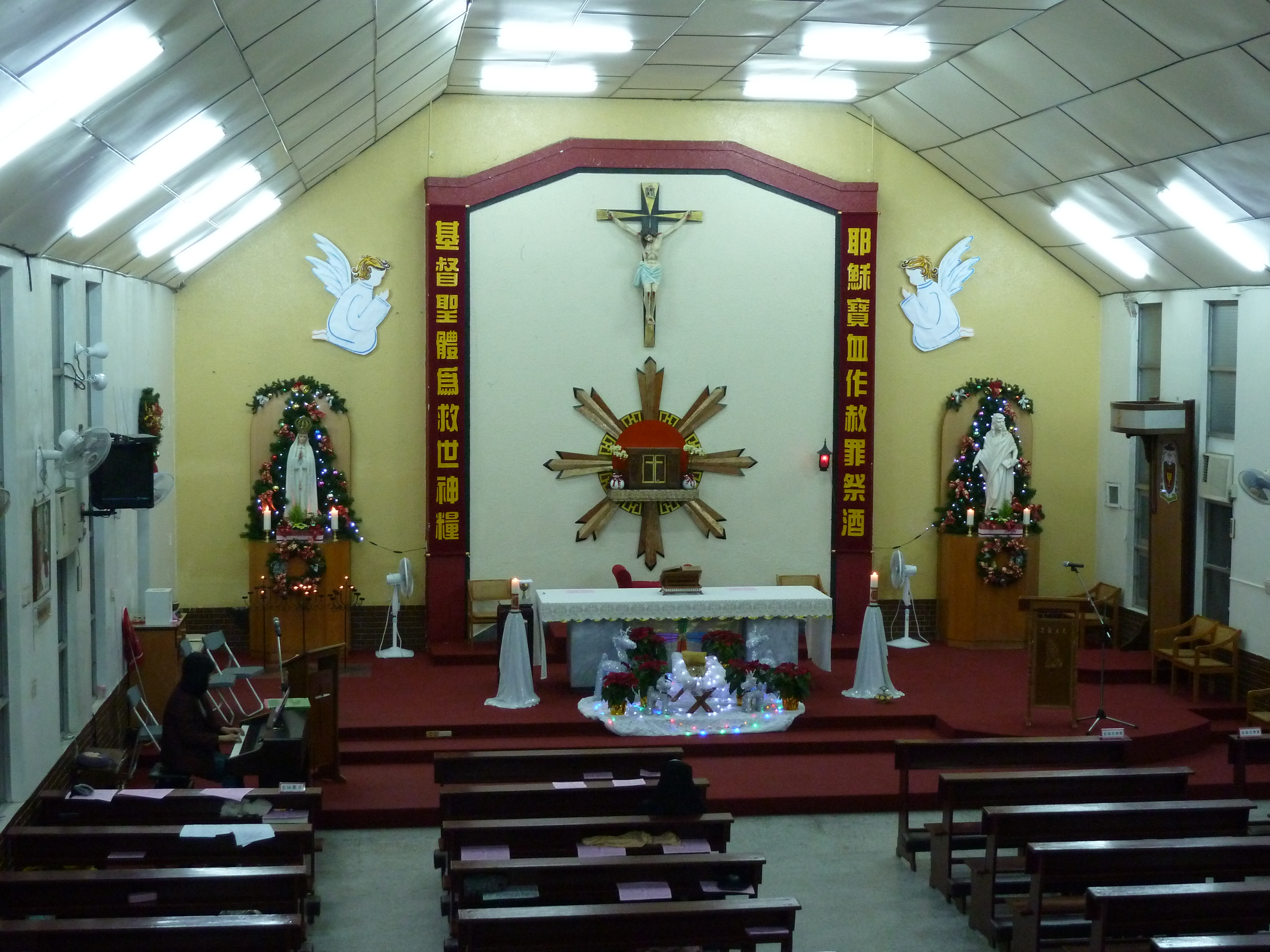
聖堂內景
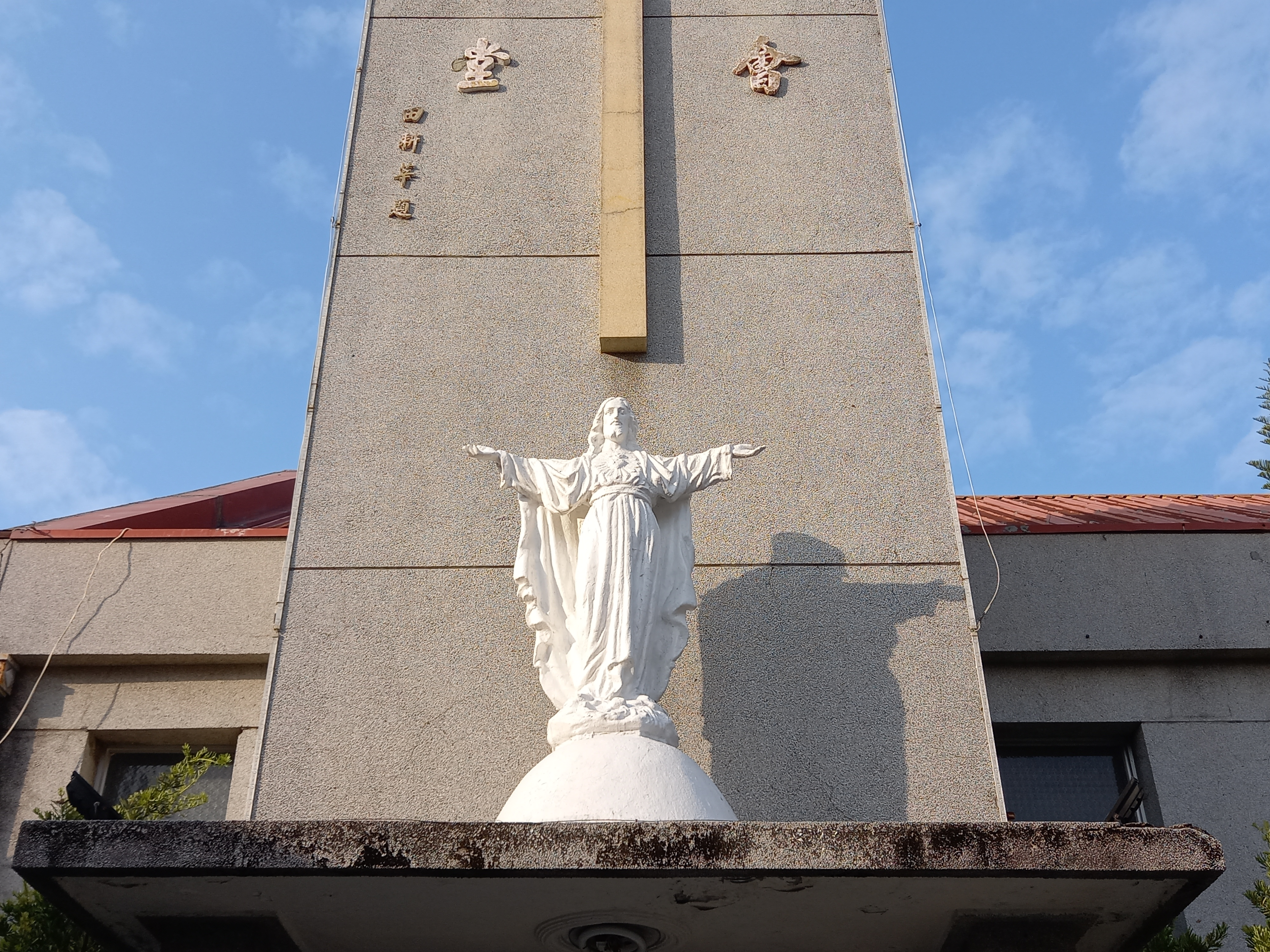
聖堂右側入口上方的耶穌救主聖像（日）
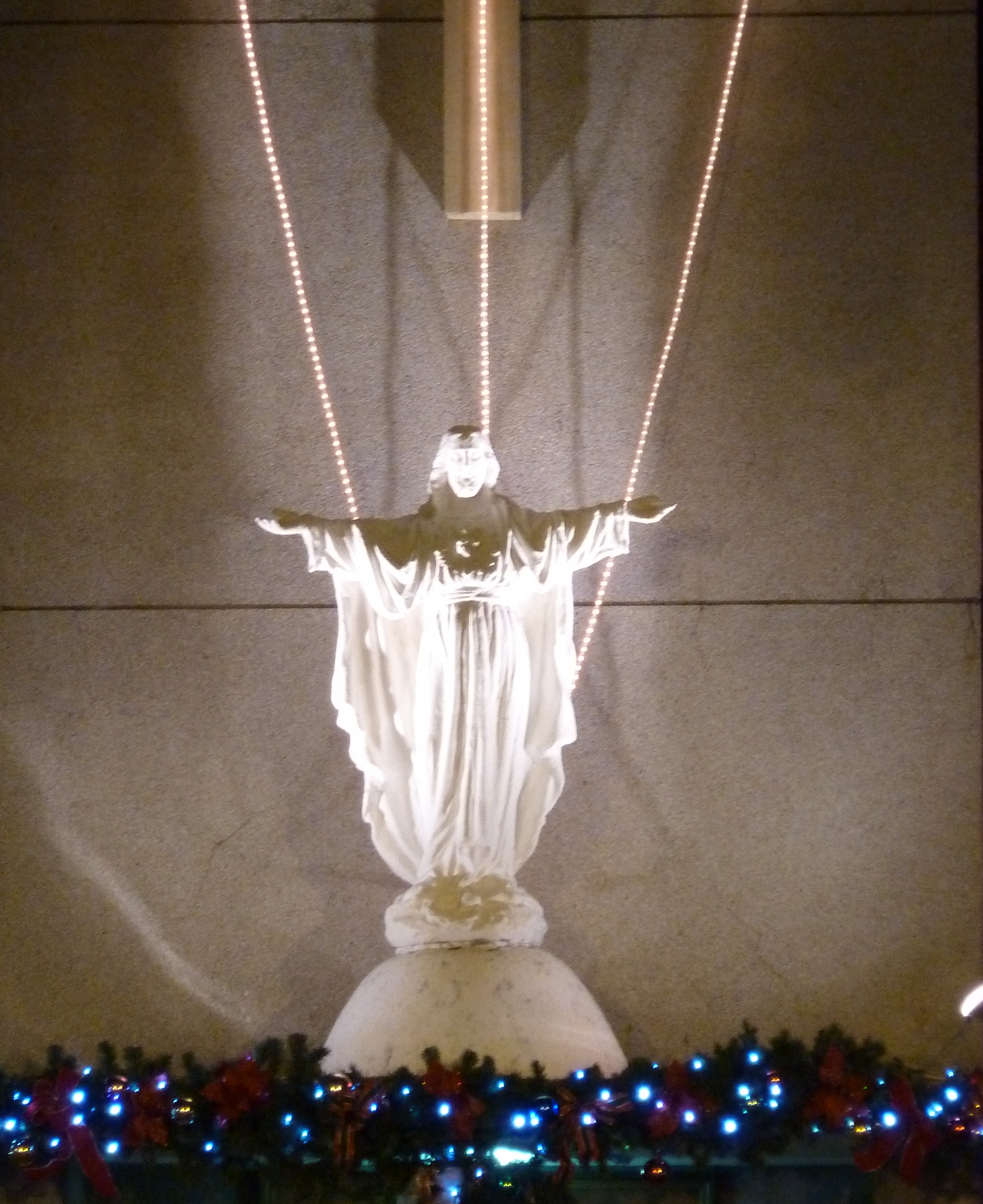
聖堂右側入口上方的耶穌救主聖像（夜）
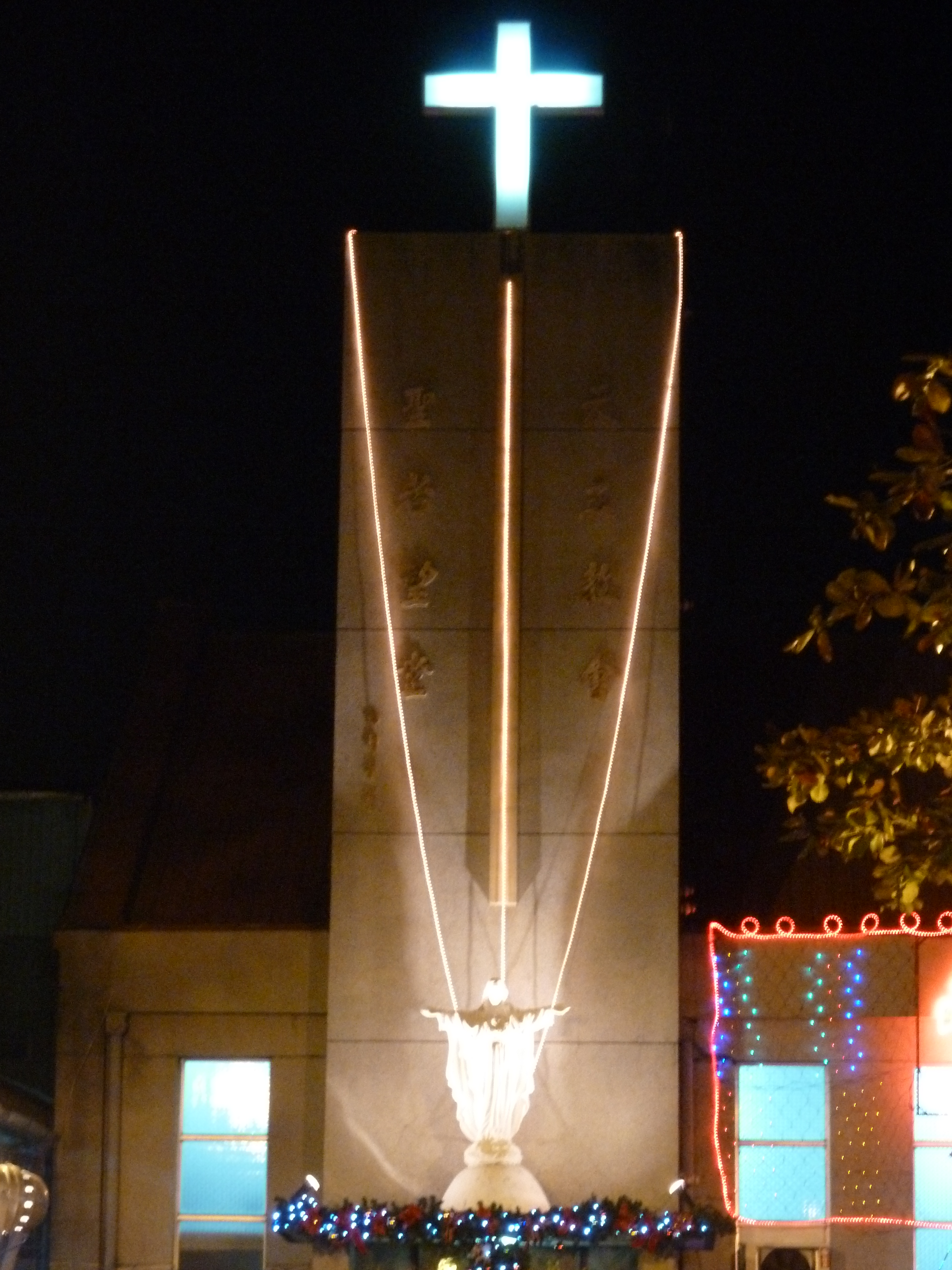
嘉義聖若望主教座堂夜景
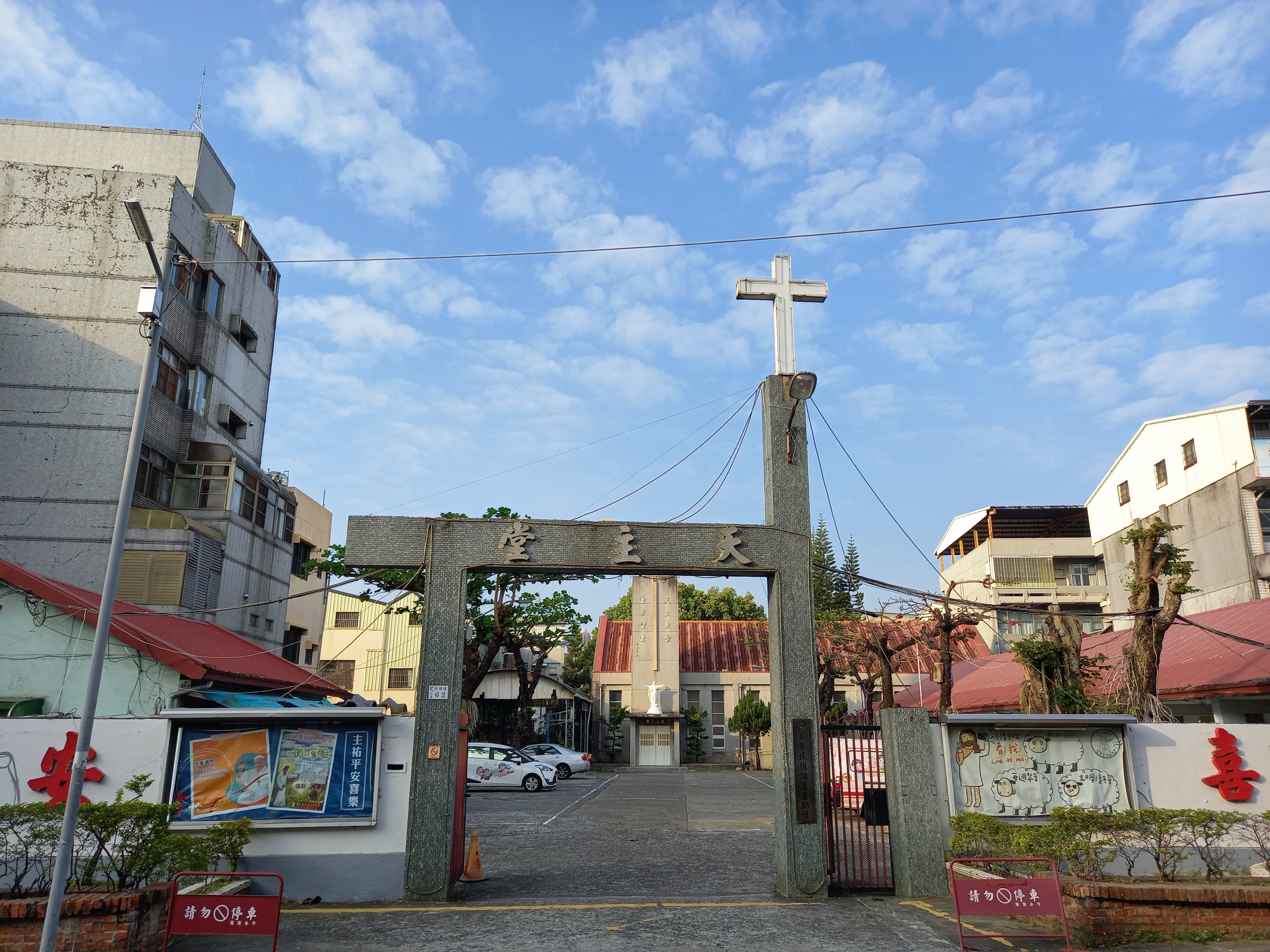
嘉義聖若望主教座堂大門入口

## 分堂
- 忠孝路聖奧德堂（於1979年8月12日併入，改作文物中心，近年又再度啟用）
- 精忠一村分堂（1969年興建，現已停用）

## 外部連結
- 若望主教座堂官方網站 （页面存档备份，存于）